# Pamětní kámen v Ostrovačicích
Pamětní kámen v městysi Ostrovačice v okrese Brno-venkov je kulturní památkou České republiky.

## Popis
Na konci obce před domem čp. 109 u silnice II/602 stojí pískovcový pamětní kámen, který má připomínat tragickou událost z 3. července 1793. V tento den Ostrovačicemi projížděl vojenský transport se střelným prachem do Brna. Výbuch střelného prachu připravil o život pět osob.
Pamětní kámen o rozměru 60 × 42 × 21 cm má obdélný tvar nahoře půlkruhově zakončený. Na čelní straně je rytý malý křížek a pod ním je nápis:
| „ | 1793 / 3. červen / ce | “ |